# Ōtomo no Tabito
Ōtomo no Tabito est un nom japonais traditionnel ; le nom de famille (ou le nom d'école),  Ōtomo, précède donc le prénom (ou le nom d'artiste).
Ōtomo no Tabito (大伴 旅人) (665 - 31 août 731) est un poète japonais de l'époque antique, surtout connu pour être le père de Ōtomo no Yakamochi.
Tous deux comptent parmi les compilateurs du Man'yōshū, une des plus importantes anthologie de l'histoire de la littérature japonaise. Tabito est contemporain de Hitomaro mais ne connaît pas le même succès auprès de la cour impériale. Tandis qu'il est gouverneur général du dazaifu, le parquet militaire du nord de Kyūshū de 728 à 730, Tabito organise des réunions littéraires, encourageant parmi ses subordonnés la composition de poésies en imitation de l'élégance du style chinois. Son éducation chinoise transparaît également dans sa petite série de treize tanka dans lesquels il fait l'apologie du saké :
« Ana miniku sakashira o su to sake nomanu hito o yoku mireba saru ni ka mo niru (あな醜 賢しらをすと 酒飲まぬ 人をよく見れば 猿にかも似る) »
— 3-344 du Manyōshū
À l'occasion d'une réception qu'il donnait pour admirer la floraison des cerisiers, Ōtomo no Tabito ou un de ses hôtes aurait prononcé les vers suivants, compilés par la suite dans le Man'yōshū et dont les autorités japonaises s'inspireront en 2019 pour nommer l'ère débutante Reiwa :
- Texte original en kanbun[2] : « 于時、初春令月、氣淑風和、梅披鏡前之粉、蘭薫珮後之香。 »

- Traduction en japonais moderne[3] : « 時は令月（※すなわち、何事をするにも良き月、めでたい月）、空気は美しく（※令月を受けて、瑞祥の気配に満ち）、風は和やかで、梅は鏡の前の美人が白粉で装うように花咲き、蘭は身を飾る衣に纏う香のように薫らせる。 »

- Traduction française[4] : « Voici le beau (rei) mois du début de printemps, l'air est doux et la brise légère (wa), le prunier a déployé ses fleurs blanches comme poudre d’une belle à son miroir, l’orchidée répand une odeur suave comme poche à parfums. »